# Hersiliola artemisiae
Espèce
Hersiliola artemisiae est une espèce d'araignées aranéomorphes de la famille des Hersiliidae.

## Distribution
Cette espèce est endémique d'Iran. Elle se rencontre dans les provinces de Kerman et d'Ispahan.

## Description
La femelle paratype mesure 4,1 mm.

## Étymologie
Cette espèce est nommée en référence à Artémise Ire.

## Publication originale
- Zamani, Mirshamsi & Marusik, 2017 : Description of a new species of Hersiliola and the male of Duninia rheimsae Marusik & Fet, 2009 from Iran (Araneae: Hersiliidae). Turkish Journal of Zoology, vol. 41, no 4, p. 624-629.